# 线叶蓬莱葛
线叶蓬莱葛（学名：Gardneria linifolia）为马钱科蓬莱葛属下的一个种。